# Кхаосай Гэлакси
Сохла Саенгхом (англ. Sohla Saenghom), более известный как Кхаосай Гэлакси (англ. Khaosai Galaxy; 16 мая 1959, Таиланд) — тайский боксёр-профессионал. Чемпион мира во 2-й наилегчайшей весовой категории (WBA, 1984—1992). Член Международного зала боксёрской славы.

## Профессиональная карьера
Дебютировал на профессиональном ринге 17 декабря 1980 года. Одержал победу нокаутом в 5-м раунде.
3 августа 1983 года победил по очкам южнокорейца Чжань Ён Пака.

### Чемпионство (1984—1991)
21 ноября 1984 года встретился с доминиканцем Эусебио Эспиналем в бою за вакантный титул чемпиона мира во 2-м наилегчайшем весе по версии WBA. Победил нокаутом в 6-м раунде.
6 марта 1985 года нокаутировал в 7-м раунде южнокорейца Дун Чон Ли.
21 июля 1985 года нокаутировал в 5-м раунде экс-чемпиона мира во 2-м наилегчайшем весе венесуэльца Рафаэля Ороно.
23 декабря 1985 года нокаутировал во 2-м раунде панамца Эдгара Монсеррата.
1 ноября 1986 года нокаутировал в 5-м раунде не имеющего поражений венесуэльца Исраэля Контрераса.
28 февраля 1987 года нокаутировал в 14-м раунде чемпиона мира во 2-м наилегчайшем весе по версии IBF индонезийца Элли Пикаля. Титул IBF не стоял на кону.
12 октября 1987 года нокаутировал в 3-м раунде южнокорейца Чжун Бён Гвана.
26 января 1988 года победил по очкам тайца Конгторанее Паякарума.
9 октября 1988 года нокаутировал в 7-м раунде экс-чемпиона мира в наилегчайшем весе южнокорейца Чхве Чан Хо.
15 января 1989 года нокаутировал во 2-м раунде экс-чемпиона мира во 2-м наилегчайшем весе южнокорейца Чан Тхэ Иля.
8 апреля 1989 года победил по очкам японца Кэндзи Мацумуру.
29 июля 1989 года нокаутировал в 10-м раунде колумбийца Альберто Кастро.
31 октября 1989 года во второй раз встретился с Кэндзи Мацумурой. Нокаутировал соперника в 12-м раунде.
29 марта 1990 года нокаутировал в 5-м раунде филиппинца Ари Бланку.
30 июня 1990 года нокаутировал в 8-м раунде японца Сунити Накадзиму.
29 сентября 1990 года нокаутировал в 6-м раунде экс-чемпиона мира в наилегчайшем весе южнокорейца Ким Ён Гана.
9 декабря 1990 года нокаутировал в 6-м раунде панамца Эрнесто Форда.
7 апреля 1991 года нокаутировал в 5-м раунде южнокорейца Джэ Сок Пака.
20 июля 1991 года нокаутировал в 5-м раунде венесуэльца Давид Гриман.
21 декабря 1991 года победил по очкам мексиканца Армандо Кастро.
В январе 1992 года объявил о завершении карьеры.

## Титулы и достижения

### Региональные и второстепенные
- Чемпион Таиланда в легчайшем весе (1982).

### Мировые
- Чемпион мира во 2-м наилегчайшем весе по версии WBA (1984—1992).

### Прочие
- В 1999 году включён в Международный зал боксёрской славы[4].
- Включён во Всемирный зал боксёрской славы.

## Семья
Брат-близнец, Каокор Гэлакси, также был профессиональным боксёром. Он владел титулом чемпиона мира в легчайшем весе (WBA, 1988, 1989).